# Gry Tofte Ims
Gry Tofte Ims (* 2. März 1986 in Sandnes, Norwegen) ist eine norwegische ehemalige Fußballspielerin, die für Klepp IL mehr als 300 Ligaspiele bestritt und von 2010 bis 2016 für die Norwegische Fußballnationalmannschaft der Frauen spielte.

## Werdegang
Ims nahm mit der U-23-Mannschaft 2007 am Nordic Cup teil, bei dem Norwegen den dritten Platz belegte, und erzielte im Spiel gegen  Schweden das 1:0. Auch 2008 nahm sie an diesem Turnier teil, diesmal reichte es nur zum vierten Platz. Am 13. Januar 2010 machte sie im Alter von 23 Jahren gegen China ihr erstes A-Länderspiel. 2011 kam sie beim Algarve-Cup zum Einsatz und stand im Kader für die WM 2011 in Deutschland.
Beim Vorrundenaus der norwegischen Mannschaft kam sie in zwei Spielen zum Einsatz. Bei der EM 2013, bei der Norwegen Vizemeister wurde, kam sie lediglich im Vorrundenspiel gegen Deutschland zum Einsatz, ihrem bislang letzten Spiel. Nachdem Cathrine Dekkerhus für das WM-Qualifikationsspiel gegen Griechenland am 13. Februar 2014 ausgefallen war, wurde sie am 5. Februar 2014 nachnominiert aber nicht eingesetzt.
Sie gehörte auch zum Kader für die WM 2015. Sie wurde im ersten und zweiten Gruppenspiel sowie im Achtelfinale gegen England eingesetzt, das ihre Mannschaft mit 1:2 verlor und damit ausschied.
Im Januar 2016 kam sie noch bei zwei Testspielen zu Kurzeinsätzen. Danach wurde sie zwar noch für die Olympiaqualifikation nominiert, aber nicht mehr eingesetzt.